# Festival Assad
O Festival Assad é um festival brasileiro de música instrumental realizado anualmente. O evento é considerado um dos maiores e mais importantes festivais de música instrumental do país, e suas edições ocorrem no município de São João da Boa Vista, no interior do Estado de São Paulo.

## História
A concepção do Festival Assad se deu com o propósito de suas idealizadoras (Fafá e Vania Noronha) em valorizar a música instrumental. O evento teve sua primeira edição realizada no ano de 2012.
O nome do Festival é uma homenagem à Família Assad (formada por grandes músicos como o Duo Assad, Badi Assad e Clarice Assad, e que possuem suas raízes no município de São João da Boa Vista, que sedia do evento).

## Organização
O Festival é organizado pelo Centro Livre de Arte e Cultura (CLAC), e dirigido por suas sócias, Fafá Noronha (diretora executiva, artista plástica e professora de História da Arte) e Vania Noronha (diretora musical e pianista).
A Família Assad também participa da organização do Festival e realiza o trabalho de curadoria dos artistas, simultaneamente com as idealizadoras do festival. O evento - desde o início - é totalmente gratuito e reúne em sua programação os principais músicos instrumentistas do país e do exterior.

## Edições
Ao todo, o Festival Assad já realizou 12 edições.

### 2012 - Primeira Edição
Em 2012, foi realizada a primeira edição do Festival (na época denominado Semana Assad). O evento teve a participação dos seguintes músicos: Badi Assad, Duo Assad, Barbatuques, Camerata Fukuda, Choro Rasgado e Carlinhos Antunes.

### 2013
Em sua 2ª edição, o Festival reuniu os artistas: Yamandu Costa, Fábio Zanon, Hamilton de Holanda e André Mehmari, Grupo Choro das 3, Grupo Pau Brasil e o Quinteto Assad (formado por Sérgio, Odair, Badi, Carolina e Clarice Assad).

### 2014 - Homenagem à Jorge Assad
O evento de 2014 contou com os seguintes artistas: Clarice e Keita, com participação de Badi Assad, Romero Lubambo com participação de Duo Assad, Duo Siqueira Lima, Carlos Malta & Pife Muderno, Uakit, além de um Festival de Choro Jorge Assad. O ano de 2014 foi marcado pela homenagem a seu Jorge Assad, o patriarca da família Assad, bandolinista que manteve as raízes da família em São João da Boa Vista.

### 2015 - Os 50 anos de carreira artística do Duo Assad
A temática de sua 4ª edição foi os '50 anos de carreira artística do Duo Assad', momento que contou com homenagens e reconhecimento. Durante as noites, o Theatro Municipal de São João da Boa Vista foi palco dos shows de: Duo Assad (violão erudito), Duo Guitar Brasil (violão erudito), PianOrquestra (piano e percussão) com Badi Assad e Carolina Assad, Renato Borghetti e grupo, Trio Madeira Brasil e Mestre Siqueira, Concurso de Cordas Dedilhadas e show de Yamandu Costa. Durante as tardes, foram realizadas oficinas e masterclasses com os músicos do Festival, oferecidos aos estudantes de música.

### 2016 - Viola Caipira
Nessa 5ª edição, o Festival teve a sua temática voltada para a Viola Caipira. O evento contou com os shows da Família Assad (Duo Assad, Ica Assad e Carolina Assad), Maurício Carrilho e Toninho Carrasqueira, Quarteto Maogani, Amilton Godoy e Gabriel Grossi e Ivan Vilela . Mais uma vez, durante as tardes, foram realizadas oficinas e masterclasses com os músicos do Festival, oferecidos aos estudantes de música.

### 2017
Participaram do evento em 2017: Boris Gaquere e Gaëlle Solal, Duo Siqueira Lima, Assad, Toninho Ferragutti e Marco Pereira, Duo Gisbranco, Badi Assad e Coral Cantakitoca, Grupos Choro Pingado, Choro e Prosa, Duo André Ribeiro e Micael Chaves e Vitor Casagrande e Guilherme Girardi.

### 2018
Em 2018, o Festival contou com os seguintes artistas: Clarice Assad e Sérgio Assad, Pandeiro Repique Duo, Duo Fel, Alessandro Penezzi e Proveta, Filipe Moreno e Gilson Peranzzetta, Paulo Martelli e Danilo Brito Trio e Trio Brasileiro. 

### 2019
Em sua 8ª edição, o Festival Assad contou com apresentações, oficinas e master classes de grandes nomes da música nacional e internacional, como: Clarice Assad, Carolina Assad e grupo; Iroko Trio; Trio In Uno; Izaías e seus chorões; Banda Mantiqueira; Show Infantil de Badi Assad – Cantos de Casa; Paulo Porto Alegre; Elodie Bouny; José Ferreira; e Trio Opus 12.

### 2020 - Pandemia (covid-19)
O festival reinventa seu formato (temporariamente), visto que foi um ano marcado pelo fenômeno da pandemia de covid-19. Assim, foi realizado um show online transmitido pelo canal aberto, YouTube e Facebook da TV União. O show online foi feito pela Família Assad com convidados: Bebê Kramer, Teco Cardoso, Swami Jr, Douglas Lora, Josiane Gonçalves, Alberto Amiky, Daniel Pereira, Palos y Cuerdas, Carlinhos Antunes, Danilo Brito e Terceto del Sur.

### 2021
Neste ano, a organização do Festival optou por não realizá-lo, devido ao agravamento dos casos de Covid, seguindo as orientações dos órgãos de saúde.

### 2022 - Os 10 anos de Festival Assad
A edição comemorativa de 10 anos do Festival contou com uma programação de mais de 10 horas de música instrumental, ao vivo. Os músicos dessa edição foram: Toninho Horta, Juarez Moreira, Nelson Faria, Benjamin Taubkin, Aliéksey Vianna, Teco Cardoso, Swami Jr, Bebê Kramer, Terceto del Sur, Ricardo Herz, Camerata Fukuda, Palos Y Cuerdas, Choro Água de Vintém e Família Assad (Sérgio, Badi e Carolina).

### 2023 - Mulheres na música instrumental
O Festival em 2023 teve como propósito enaltecer a presença de mulheres na música instrumental, e contou com Nilze Carvalho Trio, Cristina Braga Trio, Carol Panesi Trio, Quarteto Abayomi, Mawaca, Clube de Choro Jorge Assad, Lyra Orchestra de Ribeirão Preto e Jazzmin's Big Band.

### 2024 - Centenário Jorge Assad
Em homenagem ao patriarca da família Assad, o Festival de 2024 tem como foco o gênero musical Choro. Nessa edição, se apresentam: Rogério Caetano, Cristóvão Bastos, Guinga e Proveta, Dueto La Mayor y La Menor, Família Assad, Clube de Choro Jorge Assad, Badi Assad e Orquestra Mundana Refugi.

## Shows, Oficinas e Masterclasses

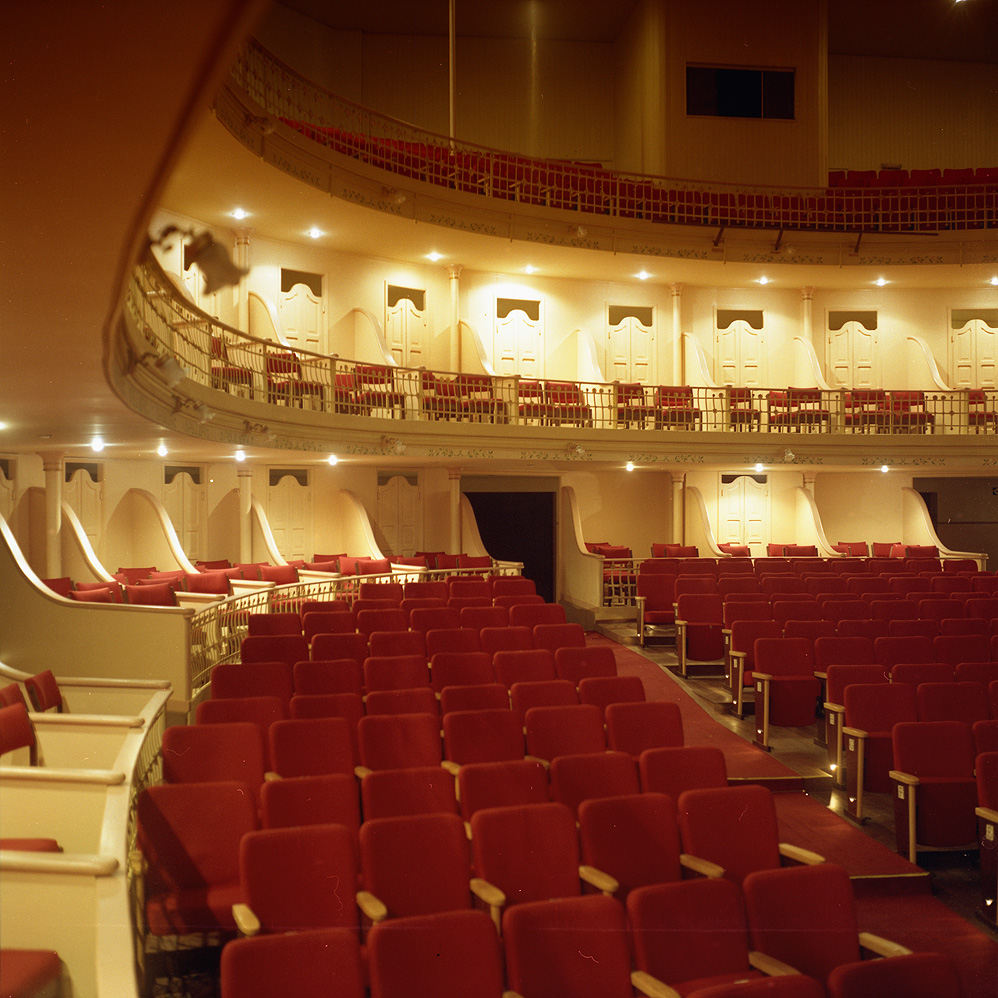
Vista interna do Theatro Municipal de São João da Boa Vista

Desde a sua idealização, o Festival Assad tem como palco principal o Theatro Municipal de São João da Boa Vista, com capacidade para receber cerca de 700 pessoas por show. Além desse espaço, são realizados também apresentações no Fonteatro Emílio Caslini, localizado na Praça Cel. Joaquim José, centro do município.
Além dos shows, que ocorrem durante a noite, o Festival oferece cursos, oficinas e masterclasses durante as manhãs e tardes. Nesse caso, as aulas são ministradas nas dependências do Centro Livre de Arte e Cultura (CLAC), com vagas destinadas aos estudantes de música inscritos em cada edição, sem custo.

## Curiosidades
- Em 2014, em sua terceira edição, o Festival Assad teve a sua abertura na cidade de São Paulo. Foi a única vez em que o evento realizou uma apresentação fora do município de São João da Boa Vista. Na ocasião, o Auditório do Ibirapuera foi o palco do show de Badi, Clarice e Carolina Assad.[27]
- O Festival Assad é reconhecido internacionalmente e já recebeu músicos e artistas de diversos países, caso do Trio Palos y Cuerdas; dueto La Mayor y La Menor (Colômbia), trio Terceto del Sur (México).